# Suore di carità di Sant'Elisabetta
Le suore di carità di Santa Elisabetta (in inglese Sisters of Charity of St. Elizabeth) sono un istituto religioso femminile di diritto pontificio: i membri di questa congregazione pospongono al loro nome la sigla S.C.

## Storia

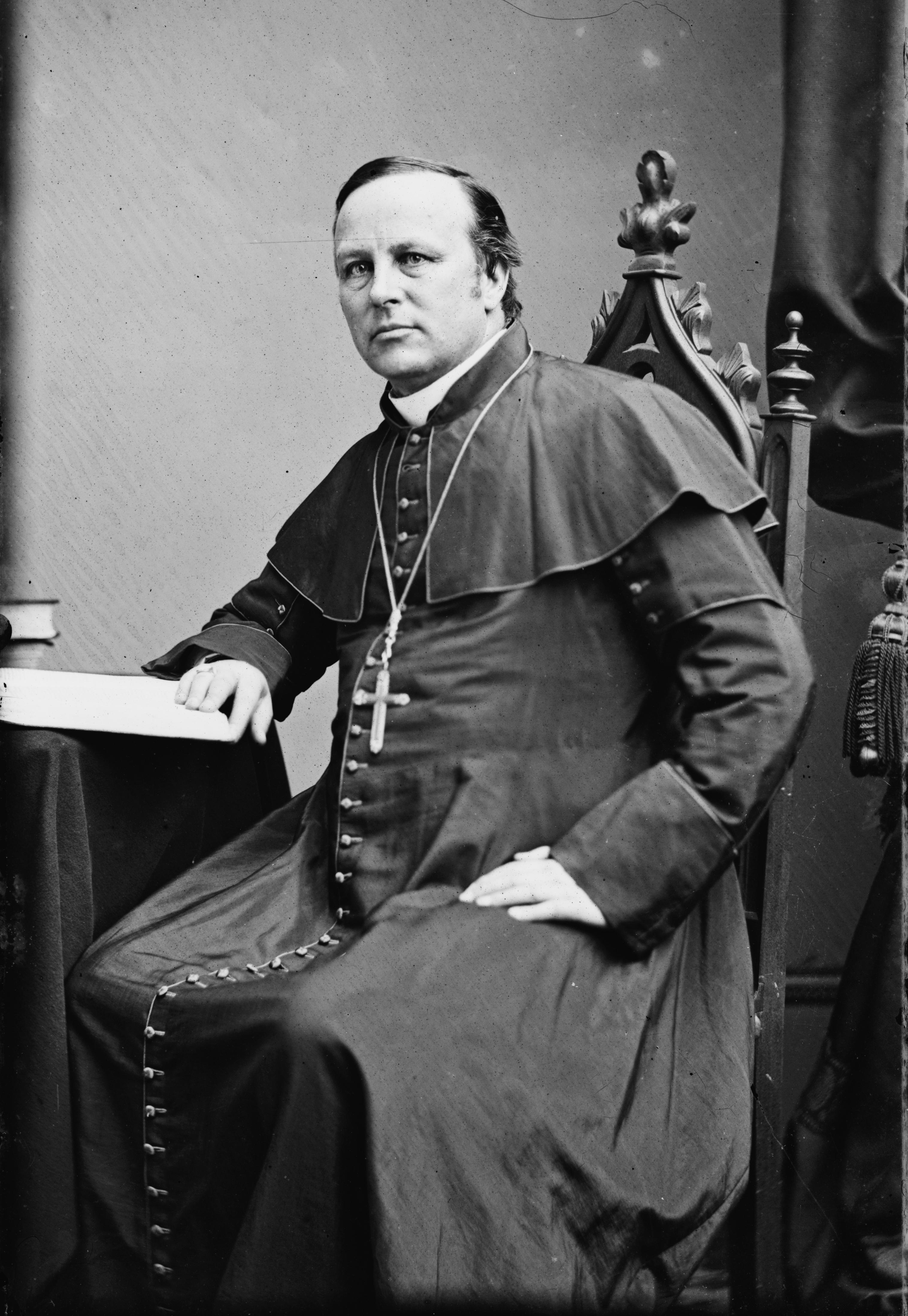
James Roosevelt Bayley, fondatore dell'istituto

Nel 1853 James Roosevelt Bayley, vescovo della neo-costituita diocesi di Newark, chiese alle suore della carità di New York di aprire filiali nella sua città e di inviare religiose per l'insegnamento nelle scuole parrocchiali, l'assistenza agli orfani e la cura degli ammalati della sua diocesi. L'istituto di New York derivava direttamente dalla congregazione di Emmitsburg, fondata nel 1809 da Elizabeth Ann Bayley Seton, zia del vescovo.
Le suore di New York, però, non furono subito in grado di fornire un numero sufficiente di religiose: solo nel 1859 riuscirono a inviare a Newark una comunità di due professe (Mary Xavier Mehegan e Mary Catherine Nevin) e cinque novizie, formatesi a Cincinnati presso suor Margaret George (già compagna della Bayley Seton a Emmitsburg).
Le suore della diocesi di Newark furono autonome da New York sin dalla fondazione: in onore della Bayley Seton, adottarono il nome di suore di carità di Sant'Elisabetta. La congregazione ricevette il pontificio decreto di lode il 30 settembre 1957.

## Attività e diffusione
Le suore di carità di Santa Elisabetta dirigono scuole elementari e medie e lavorano negli orfanotrofi, nelle case di riposo e nelle case di accoglienza per ragazze madri.
Oltre che negli Stati Uniti d'America, sono presenti in El Salvador, Haiti e Messico: nel 1880 la sede generalizia venne trasferita da Newark a Convent Station, presso Morristown.
Al 31 dicembre 2005 l'istituto contava 497 religiose in 157 case.